# V Mezence
V Mezence je přírodní rezervace poblíž obce Mezná v okrese Pelhřimov v nadmořské výšce 614–618 metrů. Oblast spravuje Krajský úřad Kraje Vysočina. Důvodem ochrany je komplex rašelinných a lučních společenstev. Územím protéká Hejlovka, která nedaleko pramení.